# Rumex papilio
Rumex papilio là một loài thực vật có hoa trong họ Rau răm. Loài này được Coss. & Balansa miêu tả khoa học đầu tiên năm 1873.